# Кописький замок
Кописький замок існував у XIV—XVIII століттях у містечку Копись Оршанського району. Був військово-адміністративним центром стародавнього міста.

## Опис
Замок розташовувався на піднесеному лівому березі Дніпра, на місці первісного мисного поселення літописного Копися. Поселення округле в плані (близько 0,5 га) мало вхід зі східного боку.
Під час археологічних досліджень було зафіксовано 2 етапи будівництва. Первісний вал був насипаний дрібним піском із шарами гумусу, що свідчить про існування раніше неукріпленого поселення. Давній вал заввишки близько 5 м зведений на 2-му поверсі XI — поч. XII століття. Згодом його розширили і насипали ще на 2 м. В результаті військово-будівельних робіт структура укріплень поселення суттєво змінилася. Периметр валу становив 370 м, розміри внутрішньої площі — 80×60 м. У XVI—XVIII ст. важливу роль у планувальній структурі укріплень Копися відіграли невеликі річки Страшівка та Сморківка, які обійшли замок із 2 боків і влилися в Дніпро. Гирло Сморківки було перекрито дамбою, а води обох річок, підтримувані дамбою млина, утворили штучне водосховище. Млин охороняв підходи до замку з півдня, сходу та північного сходу. Прохід до замку йшов вздовж дамби млина, яка вела до підйомного мосту перед замковою брамою.
12 інвентарів Копися за 1726-73 рр. вказують планування замку та повідомляють про елементи його укріплень: 4 бастіони, дерев'яні стіни (частоколи), які регулярно ремонтувались. Вхідна дерев'яна вежа-брама мала подвійну браму з потужними замками, її 2-й поверх займала зала з 4 вікнами, навколо якої була зроблена кругова галерея верхнього бою. Приміщення залу використовувалось для зберігання стрілецької зброї, як лямус, а також церква, де відправляли «святу месу». Вежа була вкрита дранкою. Її доповнив олов'яний флюгер «вітряк» у вигляді орла.

## Історія

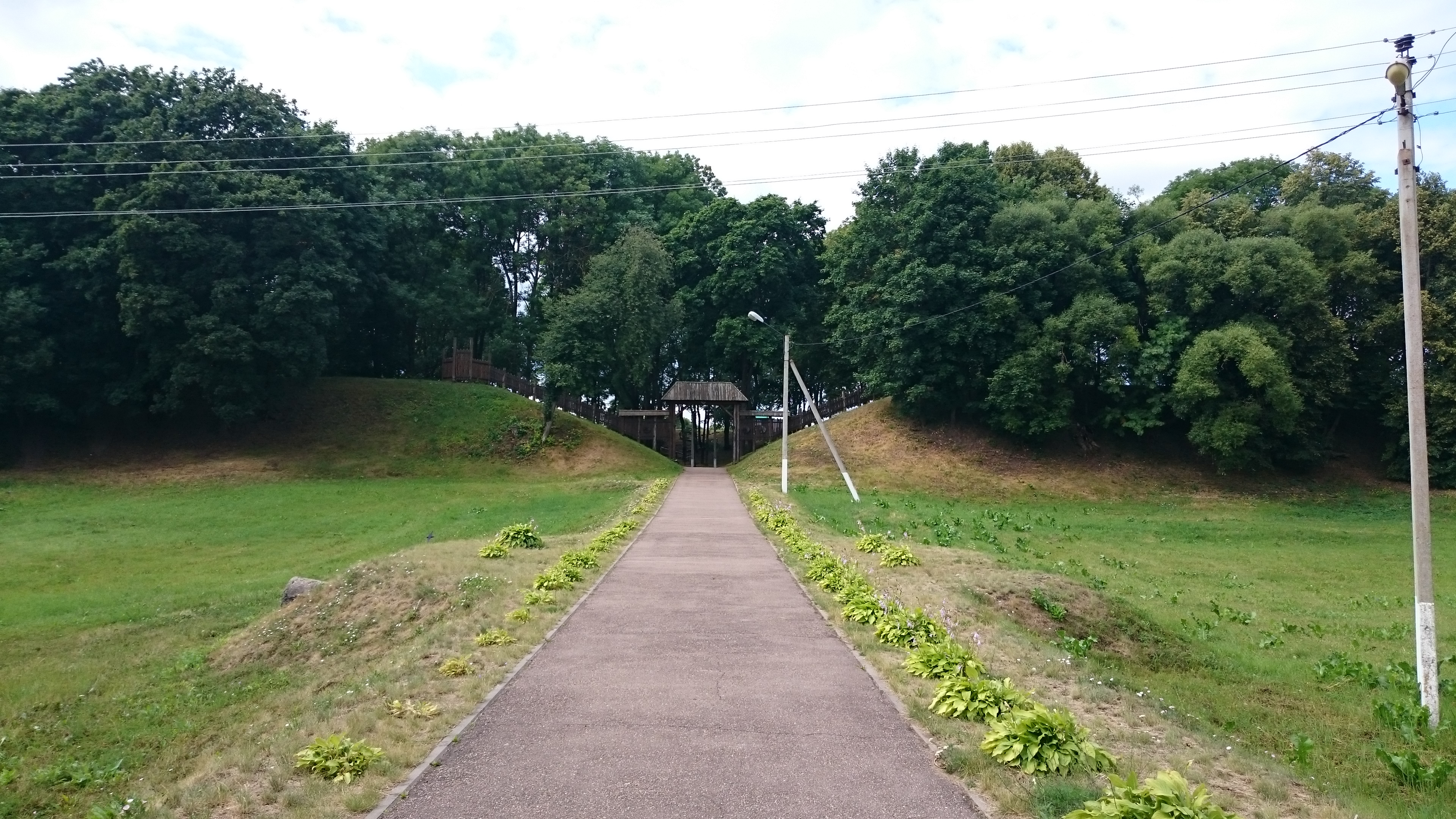
Замчище, 2015 рік

Копись через розташування на перетині важливих сухопутних та водних шляхів часто опинявся в епіцентрі бойових дій. Замок і місто неодноразово руйнувались та спалювались. Укріплення замку відремонтувало місто та навколишнє населення, в тому числі та нещодавно засноване місто Барань. Міщани, селяни, шляхта, озброєні та забезпечені бояри у часи військової небезпеки повинні були з'являтися для захисту Копися, а в мирний час служити в замку «старовини». У 1597 р. за наказом князя Миколая Радзивілла була заснована Баранська кульня для виробництва ядер та куль для гармат та гаківниць. Відповідно до розпорядження адміністратора замку. У 1598 р. 14 баранських «кульників» повинні були «віддавати кожний рік у замок Кописький від кожного тягання великих залізних куль … до справ Копиських 30, до гаковниць копиських куль за копійку». Історичні джерела за 1597-99 рр. Суворо визначають військовий будівельний обов'язок селян парафії — «Кописький замок … направляти „. Бояри, яким зазвичай належав наділ площею 5 десятин землі, мали обов'язки “… під час війни та кожної потреби його милості князя на кожну потребу замку Кописького коня 1 в козацькому озброєнні, також із листа до піти і протягом тижня в замку Копиському жити доведеться, охороняючи черги в ньому, згідно з описом того обов'язку в інвентарі головне». Крім того, вони повинні були «надіслати роботу чи напрямок замку до свого прибуття». Про умови землекористування та обов'язки стрільців Копися можна судити за привілеєм, наданим 1599 р. стрільцеві Семену Івановичу. Під час розміру вирубки «на ділянці Кописі» йому виділили в с. Завірюха 6 валок землі «описаний порядок розподілу запасів». Для цього Пушкар "… віддано і цнотливо Його Милості, своєму владі князю в замку, Кописьк повинен виконувати свій обов'язок пушкаря, готовий до будь-яких потреб замку пушкар. Крім того, гармата, яка є і буде на замку Копиському, при кожній потребі в ній, у порівнянні з іншими навідниками замку, що вона впаде, хандожит і направить те, що буде належати ремеслу, в якому напрямку гарматний офіцер кописьк залізо повинно давати. Крім того, від волок його 20 фунтів руки і 40 фунтів пороху і гаковічного до скарбника Його Милості Князя кописького повинні давати за кожну рік часу, зазначену у свідків.
За інвентарем Копися за 1651 рік, замок мав 2 брами з «вікнами» — великими для входу з «місця» та сильно похилими («впалими») баштоподібними, які стояли над Дніпром і потребували ремонту. Велику роль в охороні замку зіграв великий 2-поверховий будинок, «розмальований різними малюнками», і оточений галереєю верхнього бою — «затуханням». Всі ці будівлі були оточені частоколом.
До війни між Росією та Річчю Посполитою 1654-67 рр. фортечні укріплення не відновлювались. 13 травня 1654 р. місцеве населення, пропаговане ченцями та священиками Куцейського монастиря, здало погано укріплене місто армії воєводі Замятні Леонтьєву.
Барон А. Майерберґ, проїжджаючи через Копись у вересні 1661 р., зазначив, що місто захищав дерев'яний замок, що стояв посеред високого пагорба. У 1668 р. розпочалась велика робота з реконструкції фортечних укріплень і дамби млина, завдяки чому в замку «ровом вода лилася навколо». Замок був укріплений земляним валом та 4 бастіонами — «болверками» (у 1668 році три з них уже були зведені, а будівництво 4-го завершено). Залишилась лише одна в'їзна брама, перед якою був підйомний міст та водяний млин. Значну роль у захисті підходів до замку відіграла вода ставу. Однак навесні 1668 року повінь, особливо води Страшавки, порушила «спуск» млина і перенесла його в інше місце. У центрі замкового двору була фудня з підйомним колесом та залізним відром. Роботи з реконструкції укріплень Кописького замку тривали у 1670 і 1688 рр. На той час тут було 4 гармати, 22 залізні гаківниці, 4 мушкети, запас пороху, олова, ядер, куль та хоругва-стяг на багряному шовку князя Богуслава Радзивіла.
Згідно з інвентарем Копися від 18.10.1684 р., фортечні споруди були сильно «пошкоджені». В арсеналі замку було 3 цілі польові гармати, 17 довших і 5 коротших гаківниць, запас ядер, порох, олово, гноти, різні патрони. Під час Північної війни 1700-21 рр. російські війська відступали на південь, в 1707 р. повністю спалили Копись, фортечні споруди та забрали всю зброю з арсеналу.
У 1713 р. селяни Кописької волості не змогли впоратися з військово-будівельними роботами в замку, бо був «голод і твердий хліб». Рів навколо замку заплив піском, і його важко було прибрати. Серед укріплень, здійснених російськими військами під час Північної війни в Кописі, в інвентарі згадується лише встановлення багнета на земляному валу. Окрім селян Кописької волості, штикет поставили також жителі багатьох інших навколишніх волостей, які везли дерева із сусідніх лісів.
Після 1772 р. укріплення Кописького замку з часом не відбудовувались і зникали.

## Археологічні дослідження
Археологічні дослідження замку були проведені в 1972 році Е. Загарульським.